# Lijst van afleveringen van Murder Investigation
Dit is een lijst met afleveringen van de Amerikaanse televisieserie Murder Investigation. De serie telt 2 seizoenen. Een overzicht van alle afleveringen is hieronder te vinden.

## Seizoen 1
| Nr. | Titel aflevering           | Uitzenddatum VS  |
| --- | -------------------------- | ---------------- |
| 1   | The Silver Slayer          | 2 februari 2003  |
| 2   | The Big Ruckus             | 9 februari 2003  |
| 3   | All That Glitters          | 16 februari 2003 |
| 4   | Well Endowed               | 23 februari 2003 |
| 5   | The Cutting of the Swath   | 2 maart 2003     |
| 6   | The Brass Ring             | 9 maart 2003     |
| 7   | The Artful Dodger          | 16 maart 2003    |
| 8   | Sticks and Stones          | 30 maart 2003    |
| 9   | Redemption                 | 6 april 2003     |
| 10  | Let's Make a Deal          | 13 april 2003    |
| 11  | For Whom the Whistle Blows | 27 april 2003    |
| 12  | The Little Guy             | 11 mei 2003      |

## Seizoen 2
| Nr. | Titel aflevering | Uitzenddatum VS |
| --- | ---------------- | --------------- |
| 1   | Daddy's Girl     | 4 oktober 2003  |
| 2   | Coyote           | 11 oktober 2003 |
| 3   | 17 in 6          | 18 oktober 2003 |
| 4   | The Magic Bullet | 25 oktober 2003 |
| 5   | Slice of Life    | 1 november 2003 |
| 6   | Abduction        | 21 april 2004   |
| 7   | Frame of Mind    | 28 april 2004   |
| 8   | Retribution      | 5 mei 2004      |